# 茅岭江
茅岭江，又名渔洪江，位于中华人民共和国广西壮族自治区南部，上游也称小董江，发源于钦州市钦北区板城镇屯车村龙门屯，北流至那芳村后转西南流，至新棠镇南忠村转南流，经长滩镇，于小董镇转西南流，经那蒙镇，于大寺镇屯妙村东北右纳大寺江后转东南，于钦南区黄屋屯镇屯北村西南转西南流，经黄屋屯镇，于防城港市防城区茅岭镇美丽村草坪屯转南流成为钦州和防城港两市界河，于茅岭镇沙坳村老罗坪注入北部湾茅尾海。河长123千米，比降0.49‰，流域面积2909平方千米。年均径流29.59亿立方米。干流小董镇以下现可通航8～25吨木帆船，黄屋屯以下可通航50吨位海货轮。